# O Espelho (jornal)
O Espelho : jornal ilustrado foi criado em Londres em 1914, pela Brazillian Associated Press. O seu assunto principal é a I Guerra Mundial, da qual se apresentam “as melhores e mais vividas fotografias tiradas no local dos acontecimentos” como se pode ler no topo da primeira página.